# Brendan Garard
Pour les articles homonymes, voir Garard.
Brendan Garard, né le 6 décembre 1971 à Brisbane dans le Queensland en Australie, est un joueur australien de hockey sur gazon.

## Biographie
Brendan Garard remporte aux Jeux olympiques d'été de 1996 à Atlanta la médaille de bronze avec l'équipe nationale. 